# Copanatoyac
Copanatoyac est une ville et le siège de la municipalité de Copanatoyac, dans l'état de Guerrero, au sud-ouest du Mexique.